# Tres Pozos, San Luis Potosí
Tres Pozos är en ort i Mexiko.   Den ligger i kommunen Xilitla och delstaten San Luis Potosí, i den centrala delen av landet, 220 km norr om huvudstaden Mexico City. Tres Pozos ligger 887 meter över havet och antalet invånare är 181.
Terrängen runt Tres Pozos är kuperad åt nordost, men åt sydväst är den bergig. Terrängen runt Tres Pozos sluttar österut. Runt Tres Pozos är det ganska tätbefolkat, med 90 invånare per kvadratkilometer. Närmaste större samhälle är Villa Terrazas, 15,3 km öster om Tres Pozos. I omgivningarna runt Tres Pozos växer i huvudsak städsegrön lövskog.